# 受図書人
受図書人（じゅとしょにん）とは、李氏朝鮮の時代に朝鮮国王から「図書」と呼ばれる銅印を与えられて通交貿易上の特権が認められていた日本人のこと。
図書は銅製の私印の体裁を取り、受図書人の実名が刻されており、通交貿易に関する書類に捺印され、現地にてその真偽が照合された後に交易が許可された。応永の外寇以後、朝鮮側では貿易統制の意図から急速に実施されるようになったが、日本側からは貿易上の特権と解され、九州探題・守護大名・対馬島主をはじめ、元倭寇や商人・豪族など、九州地方から中国地方の広い範囲・階層に及んだ。このため、図書が濫発されることとなり、文引と呼ばれる規制が導入されることとなった。更に図書は受図書人1代限りとされ、原則的には後継者への相続は認められていたが、その場合でも一旦朝鮮側に図書を返納して改印されたものを受けることとなっていた。だが、その原則が徹底されず、改印が行われないケース、場合によっては第三者に譲渡・売却されるケースがあった。このため、朝鮮側が意図していた貿易統制のための真偽確認が困難となってトラブルを引き起こし、三浦の乱などの原因の1つとなった。
やがて、豊臣政権の朝鮮征伐における敵対行為を理由として朝鮮側は全ての図書の無効を宣言、日朝関係再開後もその状態が続き、対馬島主であった宗氏及びその一門・重臣らに限定して改めて図書が授けられ、彼らのみが受図書人とされた。